# فهرست سینماهای شیراز

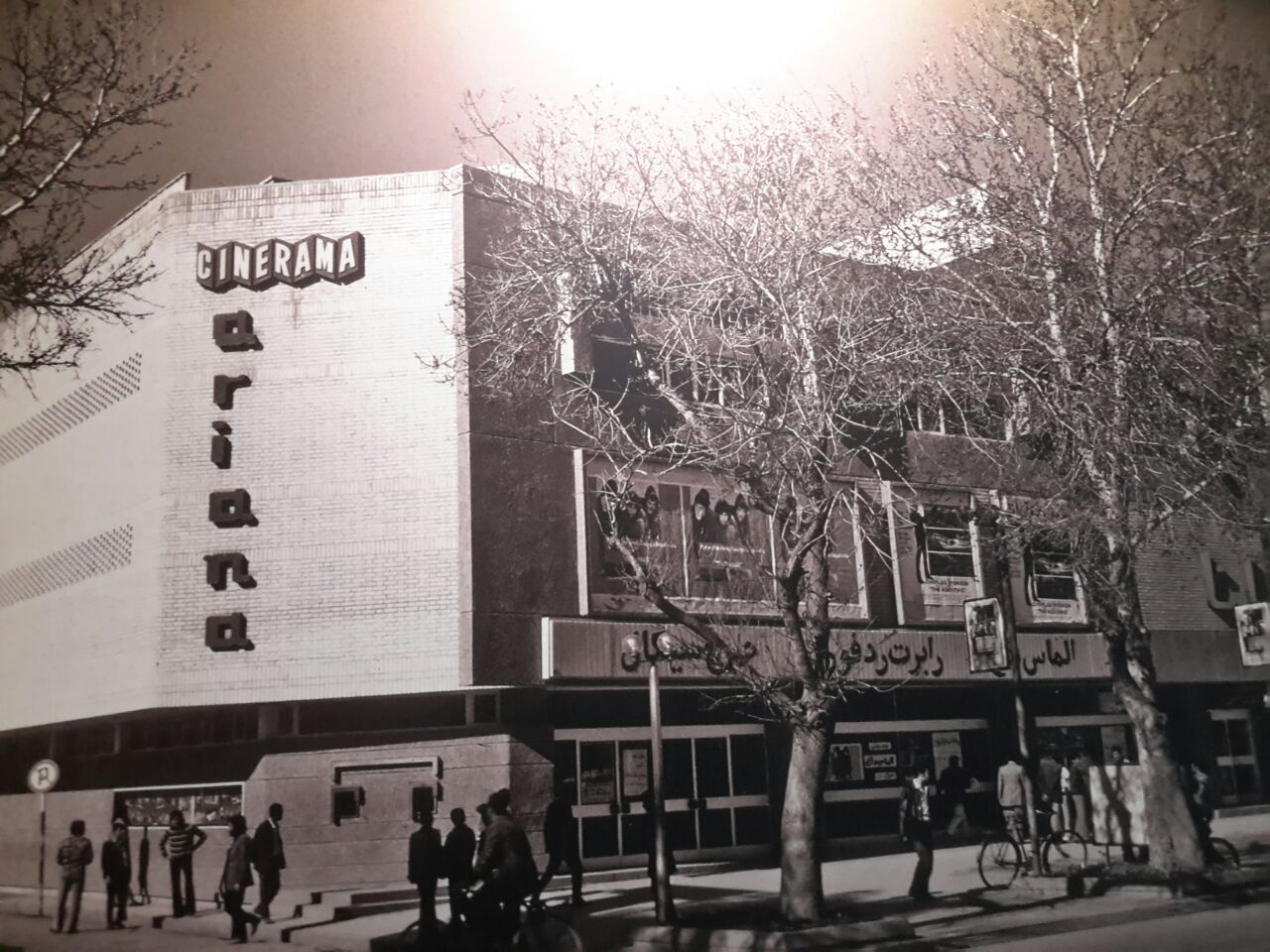
سینما آریانا، از قدیمی‌ترین سینماهای مدرن ایران که به آتش کشیده شد.

نام سینماهای شیراز در زیر آمده‌است:

## سینماهای موجود
شیراز تا پایان سال ۱۳۹۵ دارای 13 سینما بوده‌است.
1. سینما ایران
2. سینما پیام
3. سینما سعدی
4. سینما شیراز
5. پردیس سینمایی گلستان (۳ سالن سینما)
6. پردیس سینمایی هنرشهر آفتاب ( ۸سالن سینما)
7. سینما فلسطین
8. سینما فرهنگ
9. تالار حافظ، اداره فرهنگ و ارشاد فارس
10. پردیس سینمایی استاد امین تارخ (۸ سالن سینما و تئاتر،سالن روباز)
11. پردیس سینمایی شیراز مال
12. پردیس سینمایی کیان شیراز
13. پردیس سینمایی صدرا

### نگارخانه

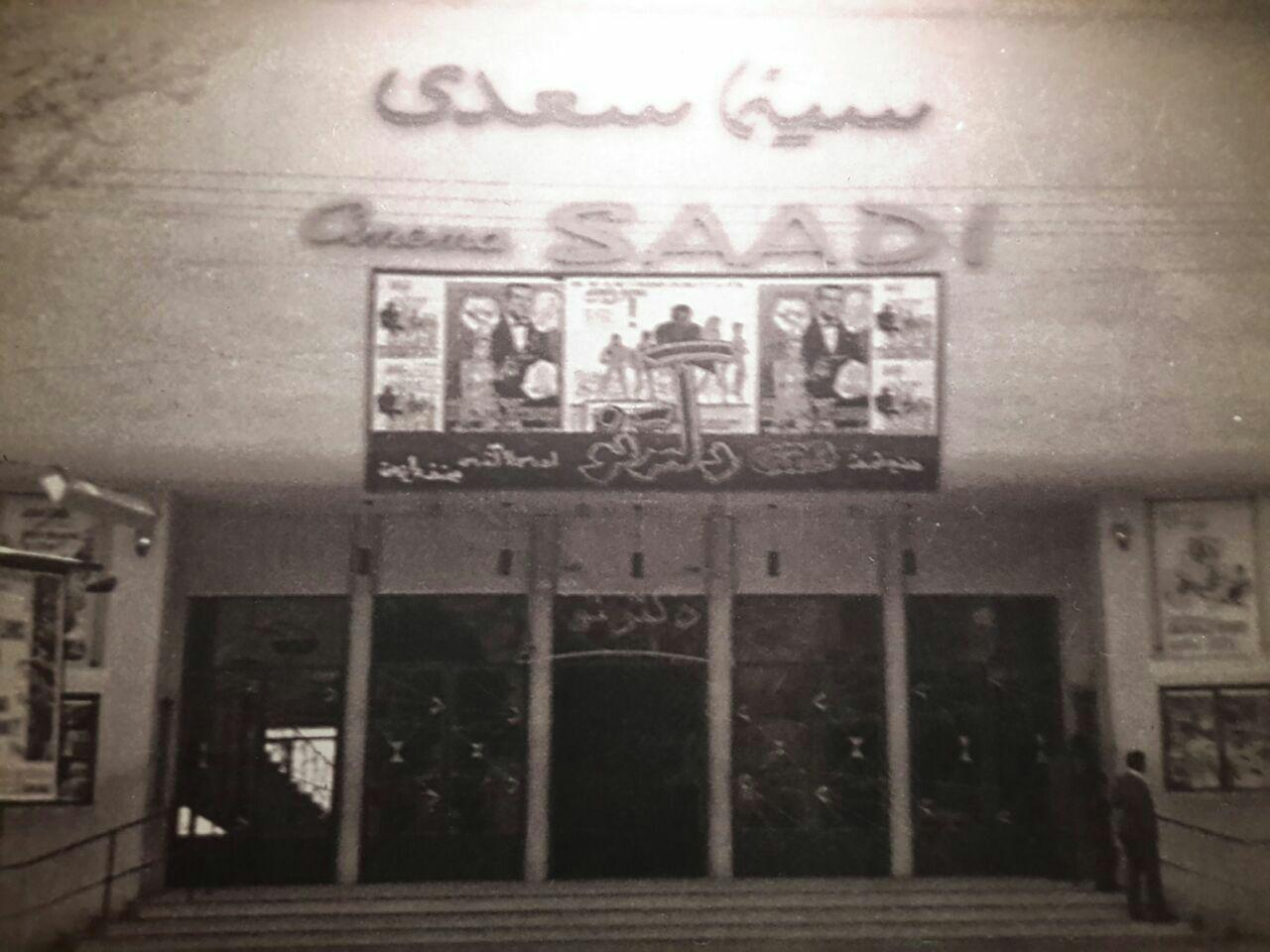
سینما سعدی
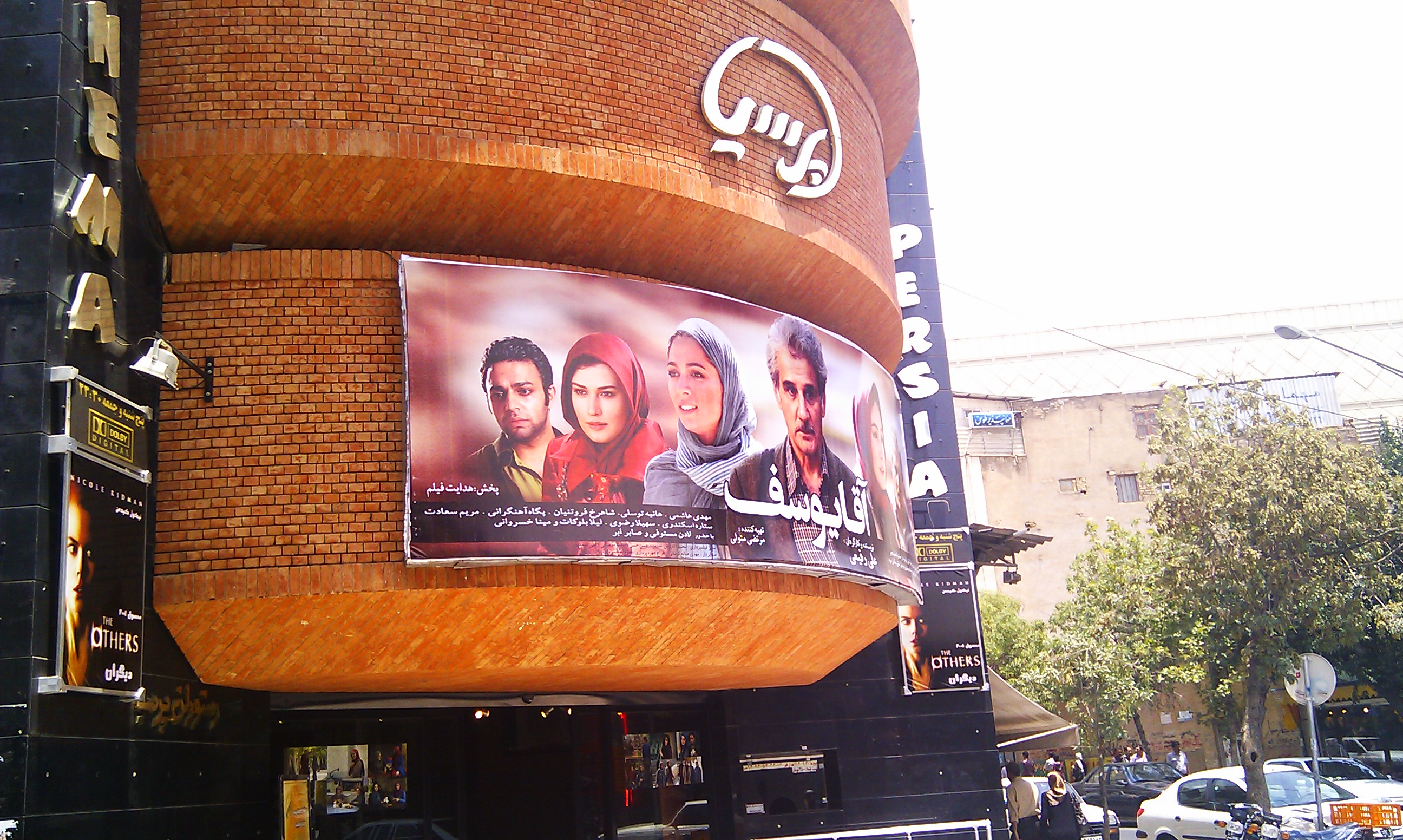
سینما پرسیا یا آسیا
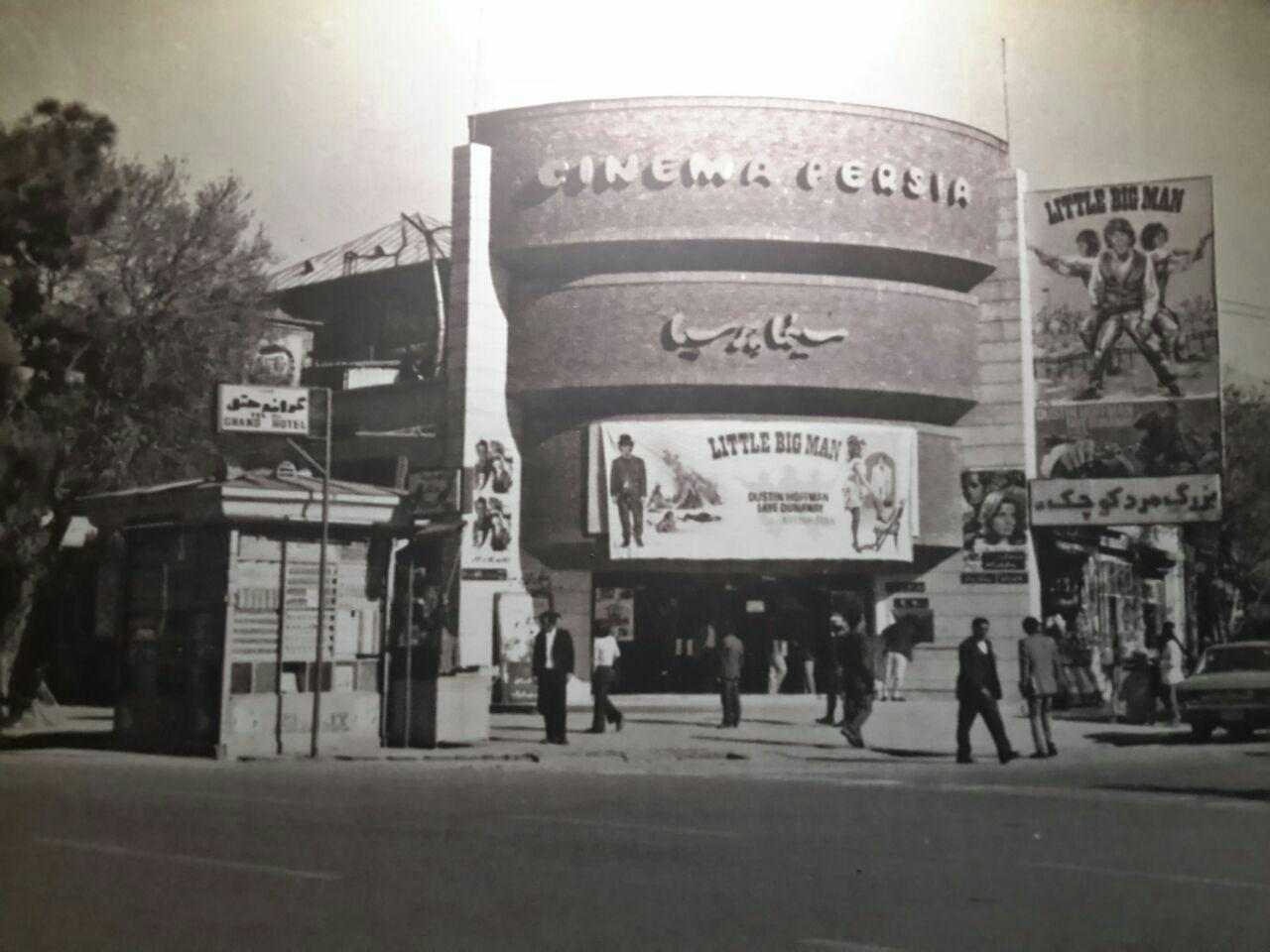
سینما پرسیا قدیم
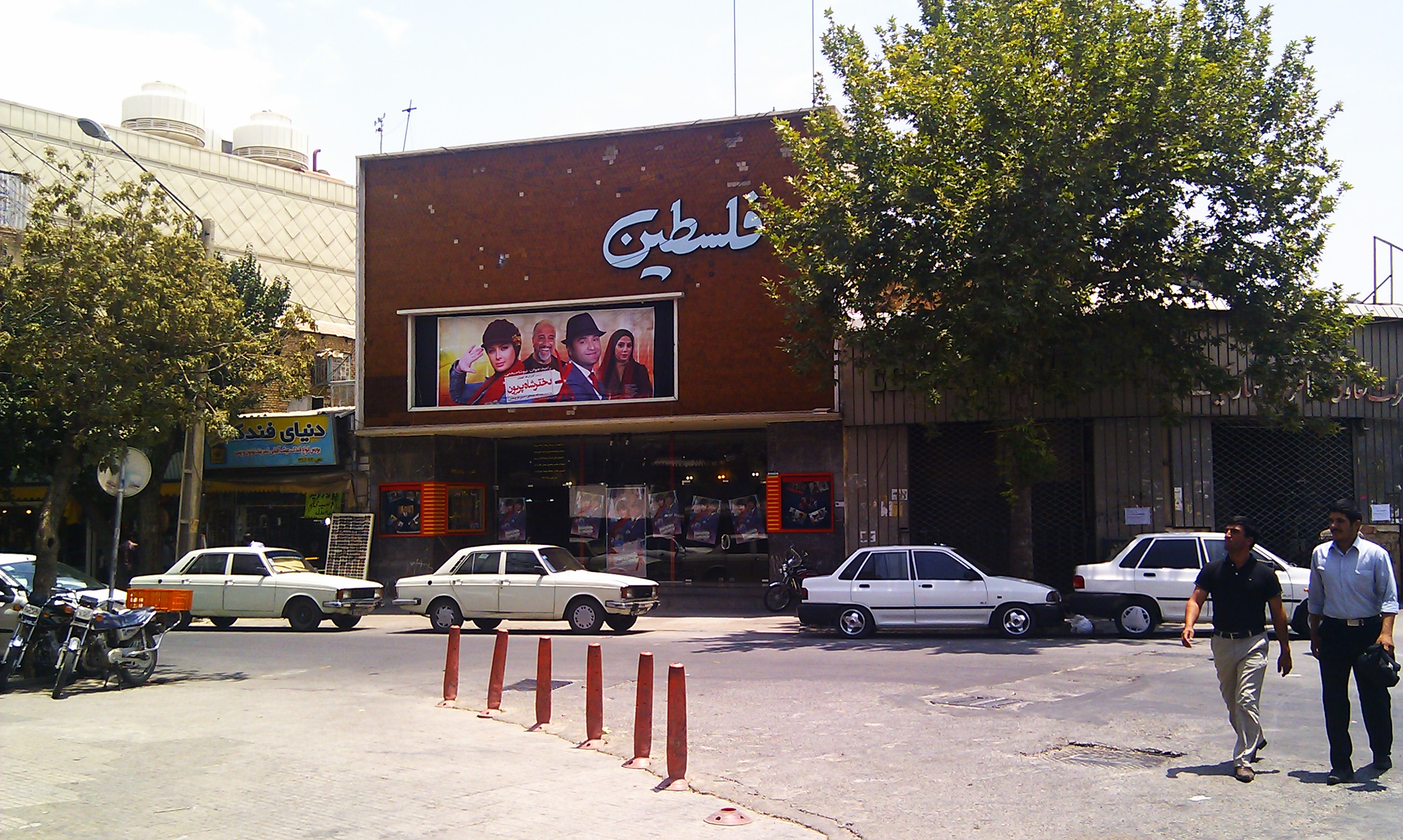
سینما فلسطین یا پاسارگاد
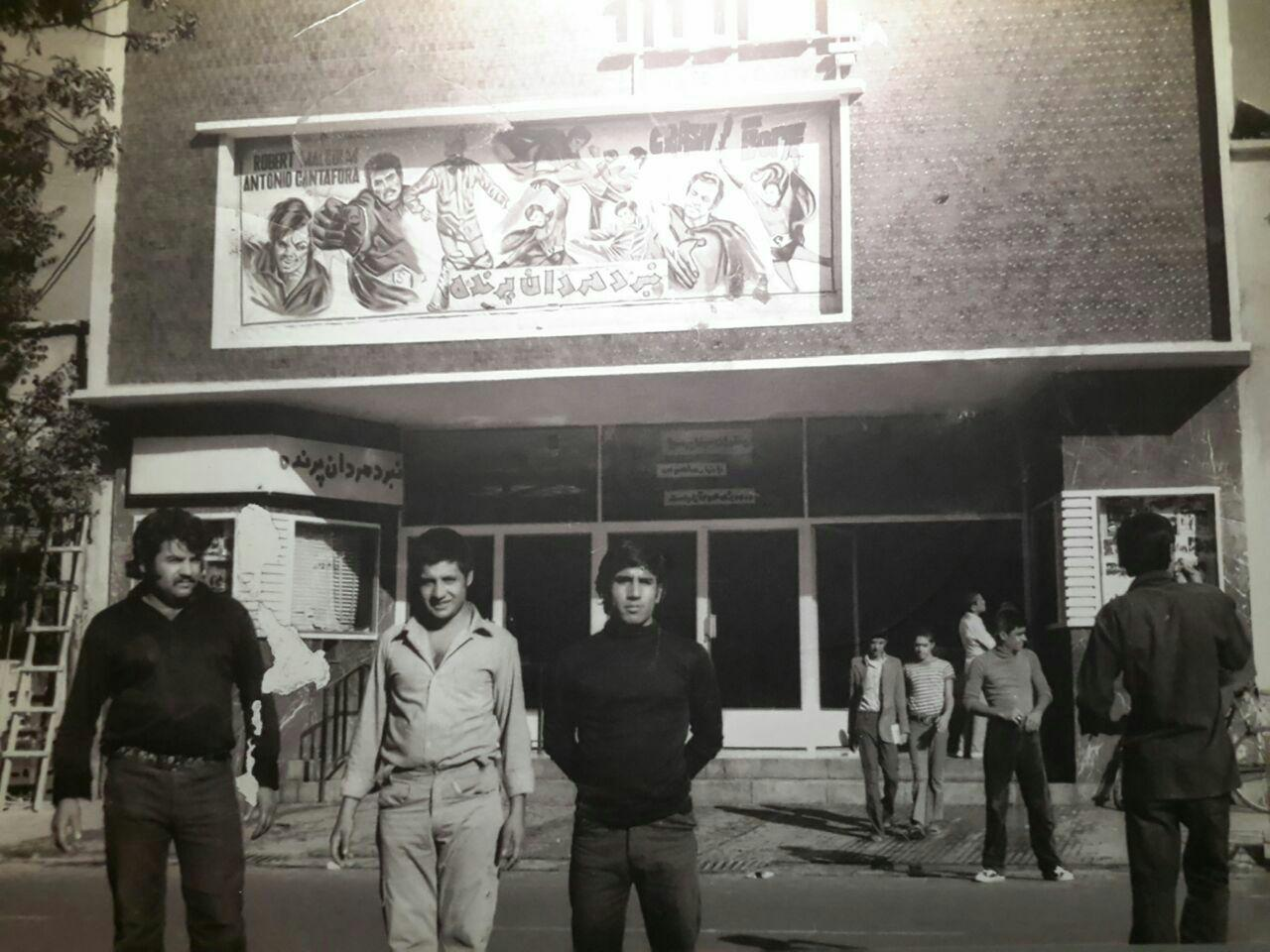
سینما پاسارگاد
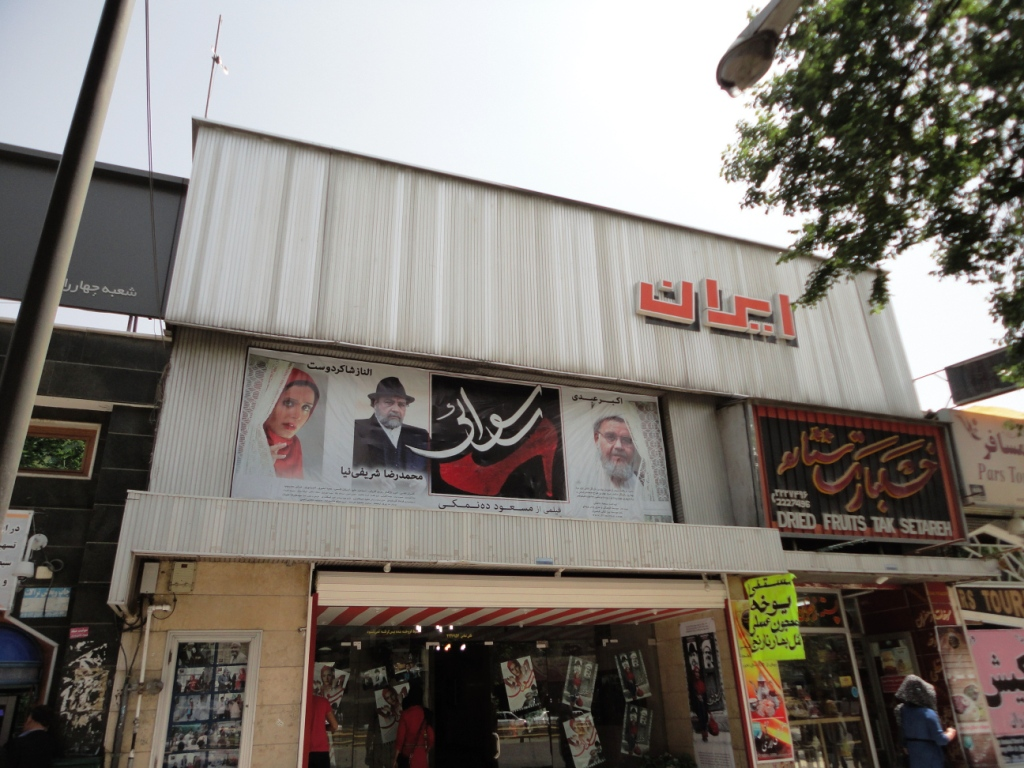
سینما ایران
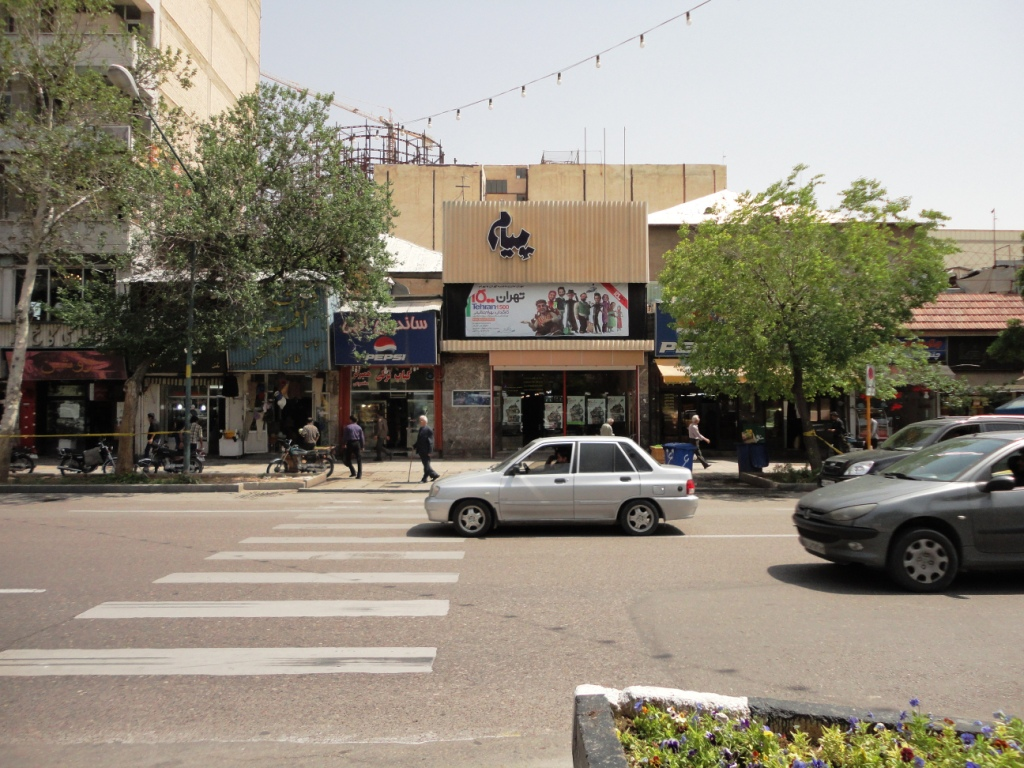
سینما پیام

## سینماهای از بین رفته
سینماهایی که به واسطه انقلاب اسلامی از بین رفته‌اند:
1. سینما مایاک[۱]
2. سینما پارس
3. سینما پارامونت
4. سینما آریانا
5. سینما تخت جمشید
6. سینما مهتاب
7. سینما حافظ
8. سینما پرسیا
9. سینما کاپری
10. سینما مترو (بهمن)
11. سینما روباز (تابستانی) پارک شهر ازادی

### نگارخانه

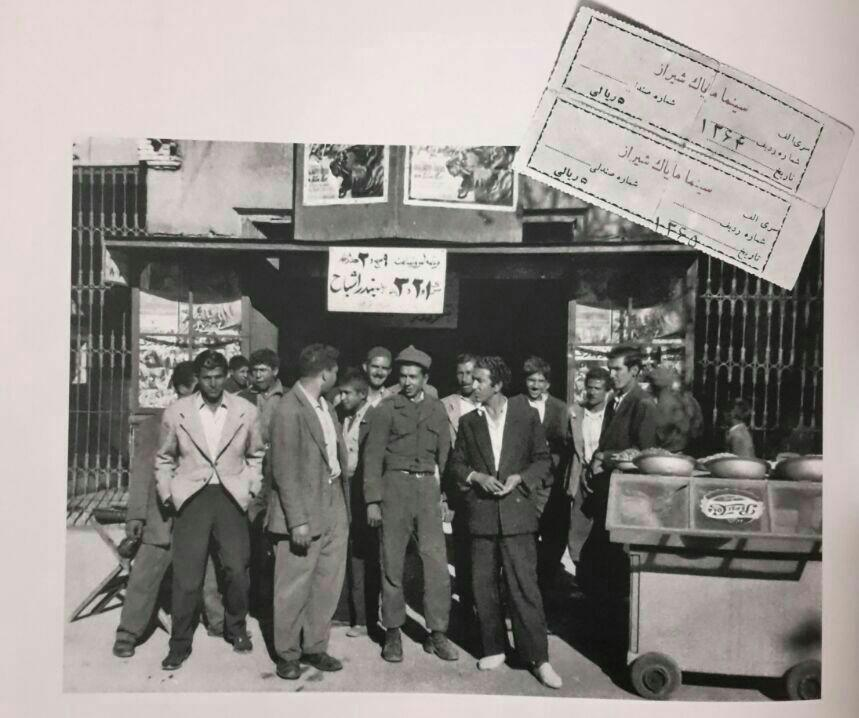
سینما مایاک
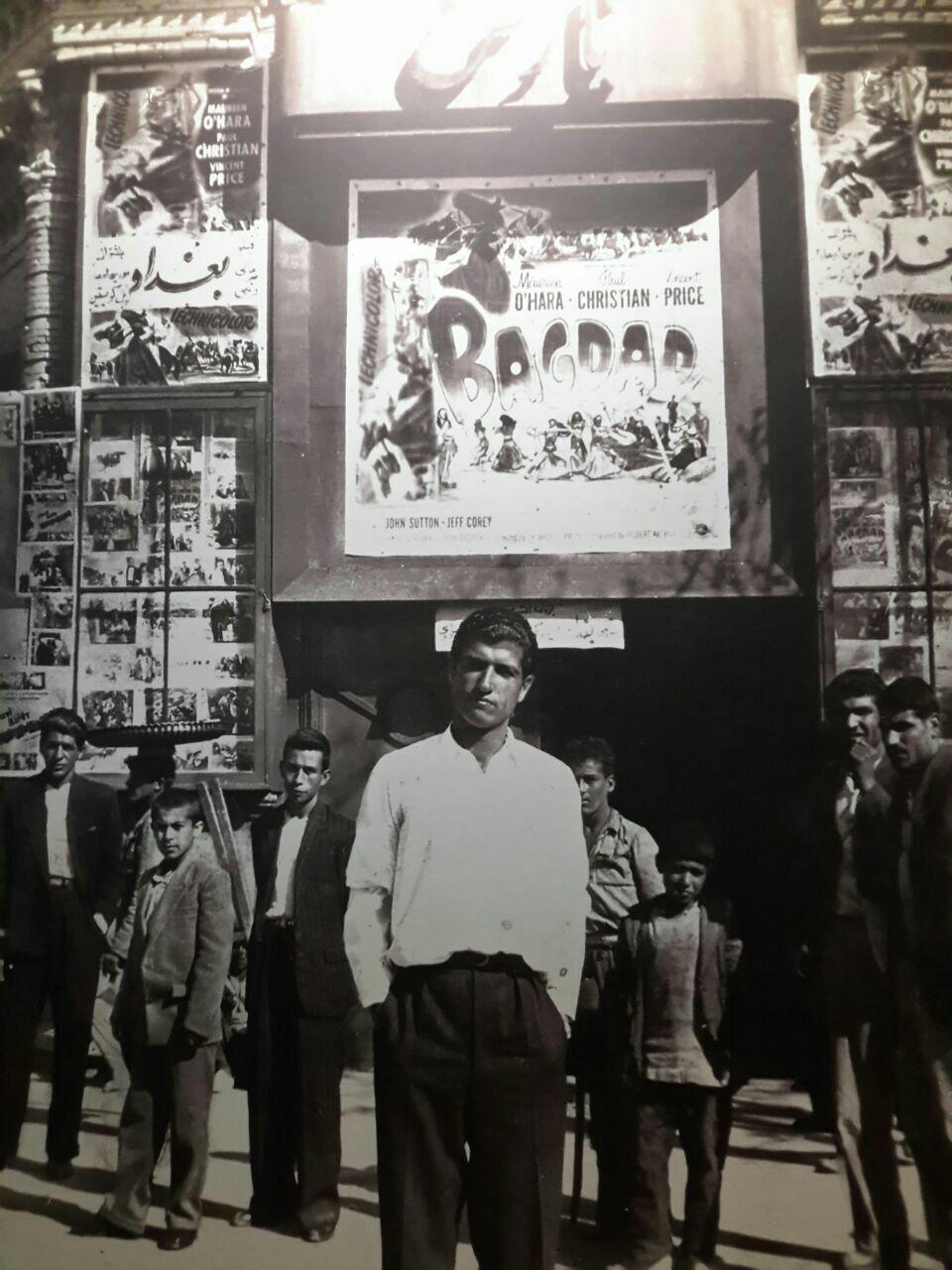
سینما پارس یا خورشید
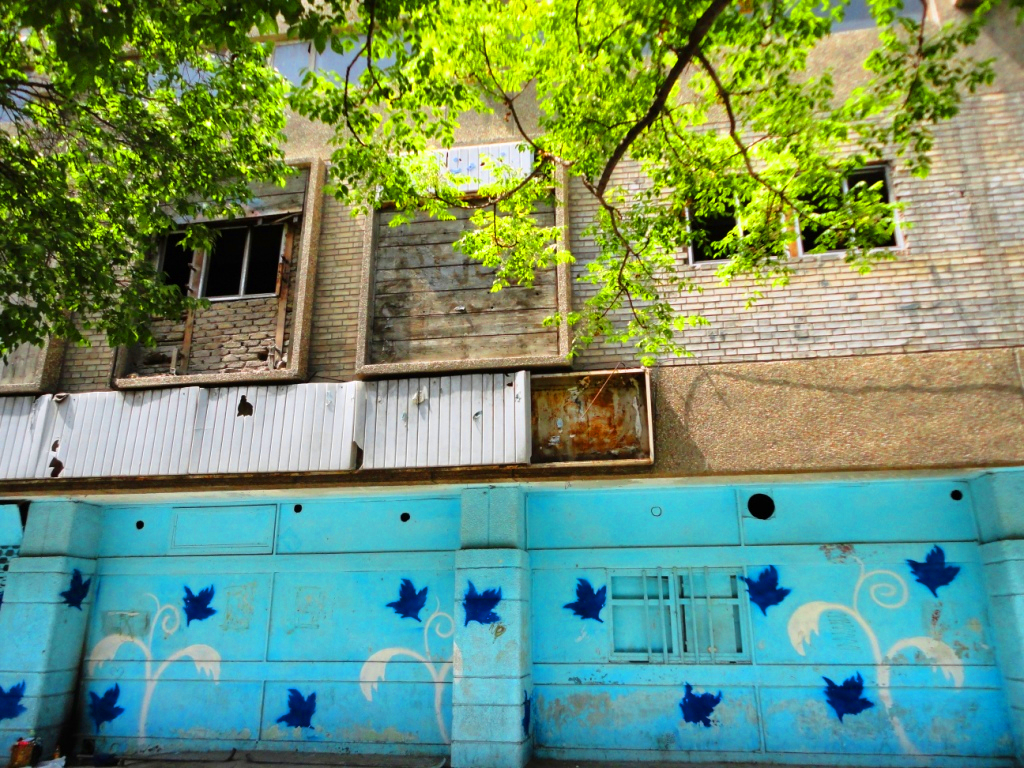
سینما آریانا
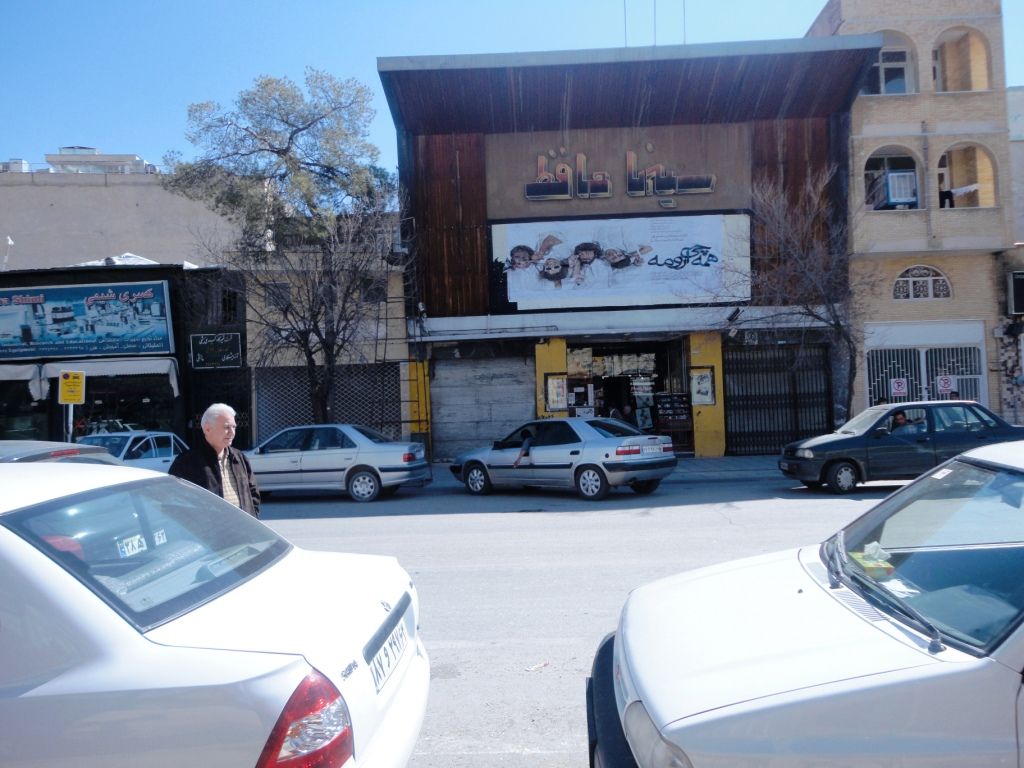
سینما حافظ یا پرسپولیس
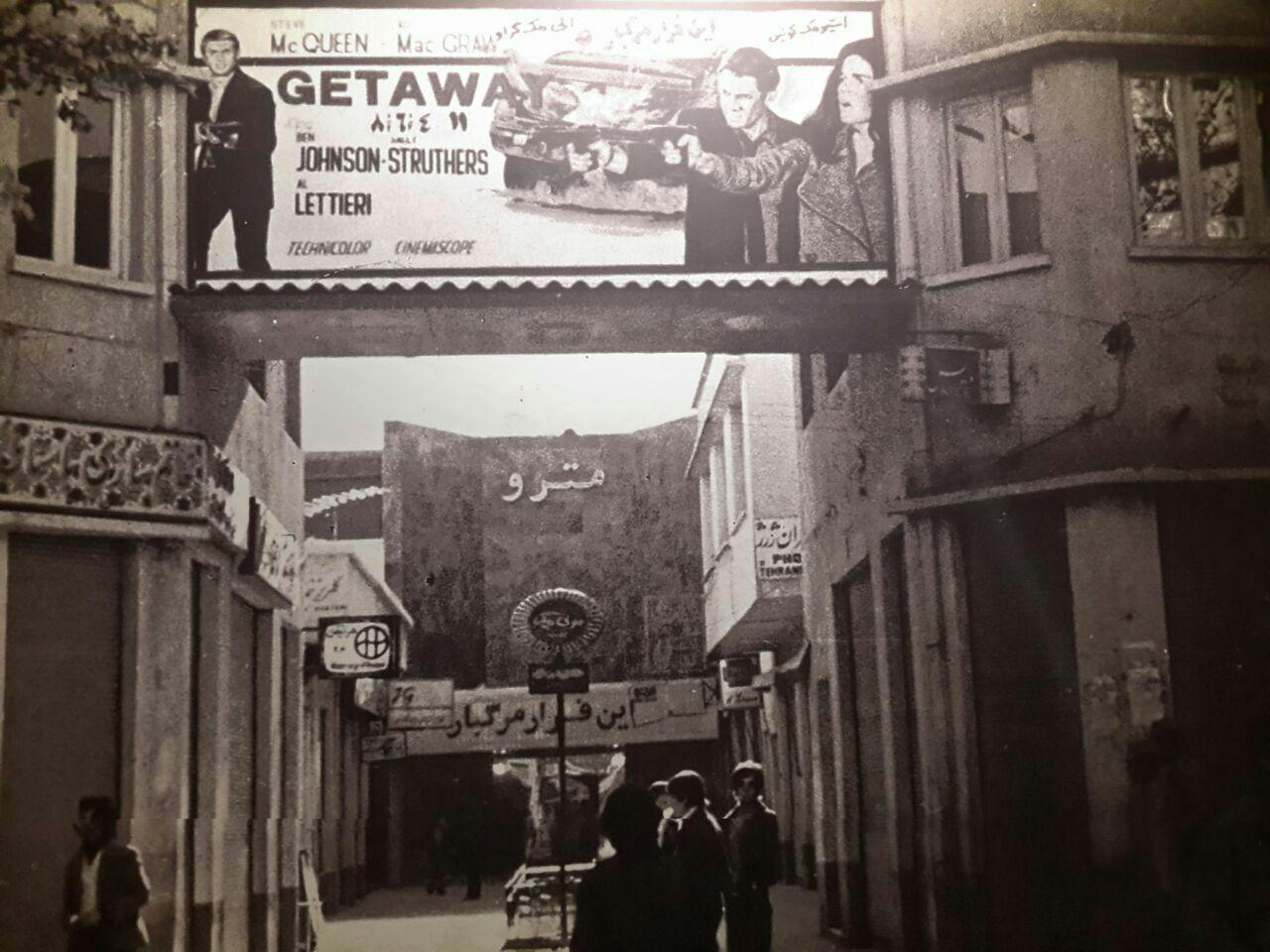
سینما مترو
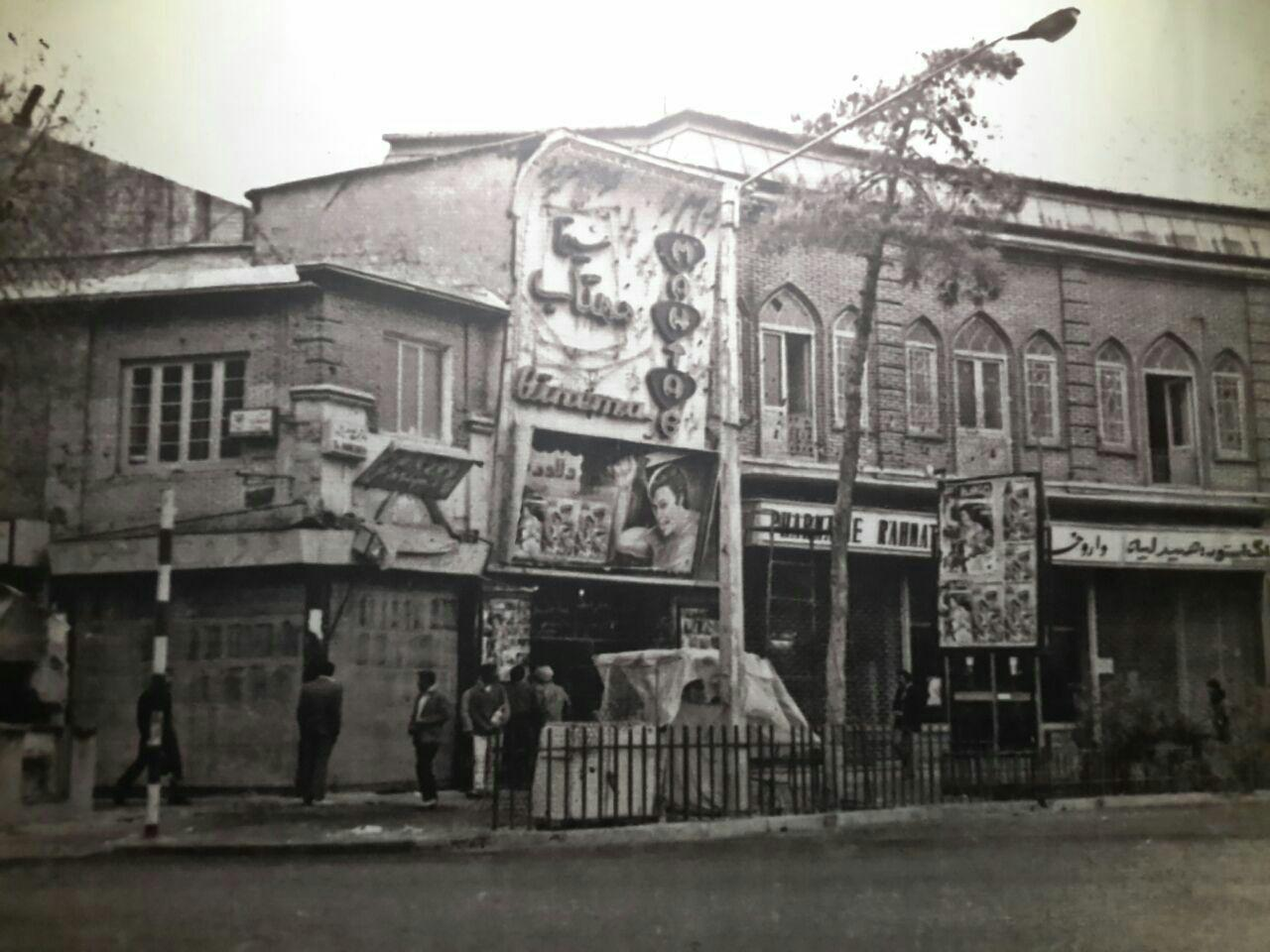
سینما پارامونت یا مهتاب